# Sertularia tolli
Sertularia tolli är en nässeldjursart som först beskrevs av Jäderholm 1908.  Sertularia tolli ingår i släktet Sertularia och familjen Sertulariidae. Inga underarter finns listade i Catalogue of Life.